# 魚鳥屬
魚鳥屬是一屬已經滅絕的鳥類，其下僅有模式種異椎魚鳥（學名：Ichthyornis dispar）一個有效種。魚鳥生存在白堊紀晚期（約在 95–83.5 百萬年前）的北美洲，牠們的化石可以在加拿大亞伯達省、薩克其萬、美國阿拉巴馬州、堪薩斯州、新墨西哥州與德州的白堊岩中發現，位置皆為當時屬於西部內陸海道的區域。
魚鳥在鳥類演化史上扮演著很重要的角色，為最早發現仍然保有牙齒特徵的化石鳥類，而這項特徵也間接佐證了查爾斯·達爾文的演化論。魚鳥同時也是少數保有化石樣本的中生代扇尾類。

## 描述

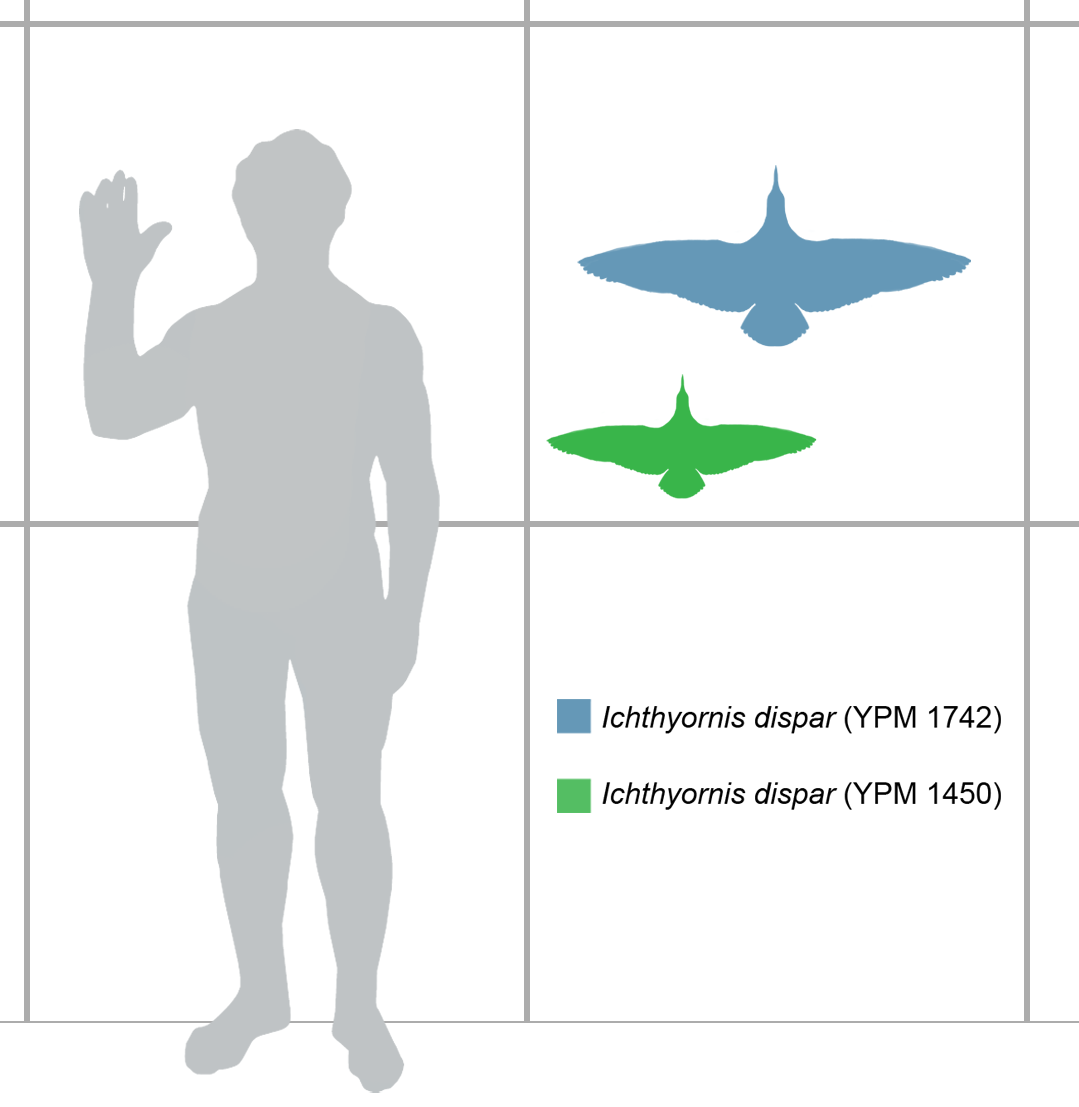
兩具成年魚鳥（I. dispar）標本的體型大小與人類的比較。藍色為標本YPM 1742，綠色為標本YPM 1450，YPM 1450 出現的年代約在 YPM 1742 一百萬年之前。

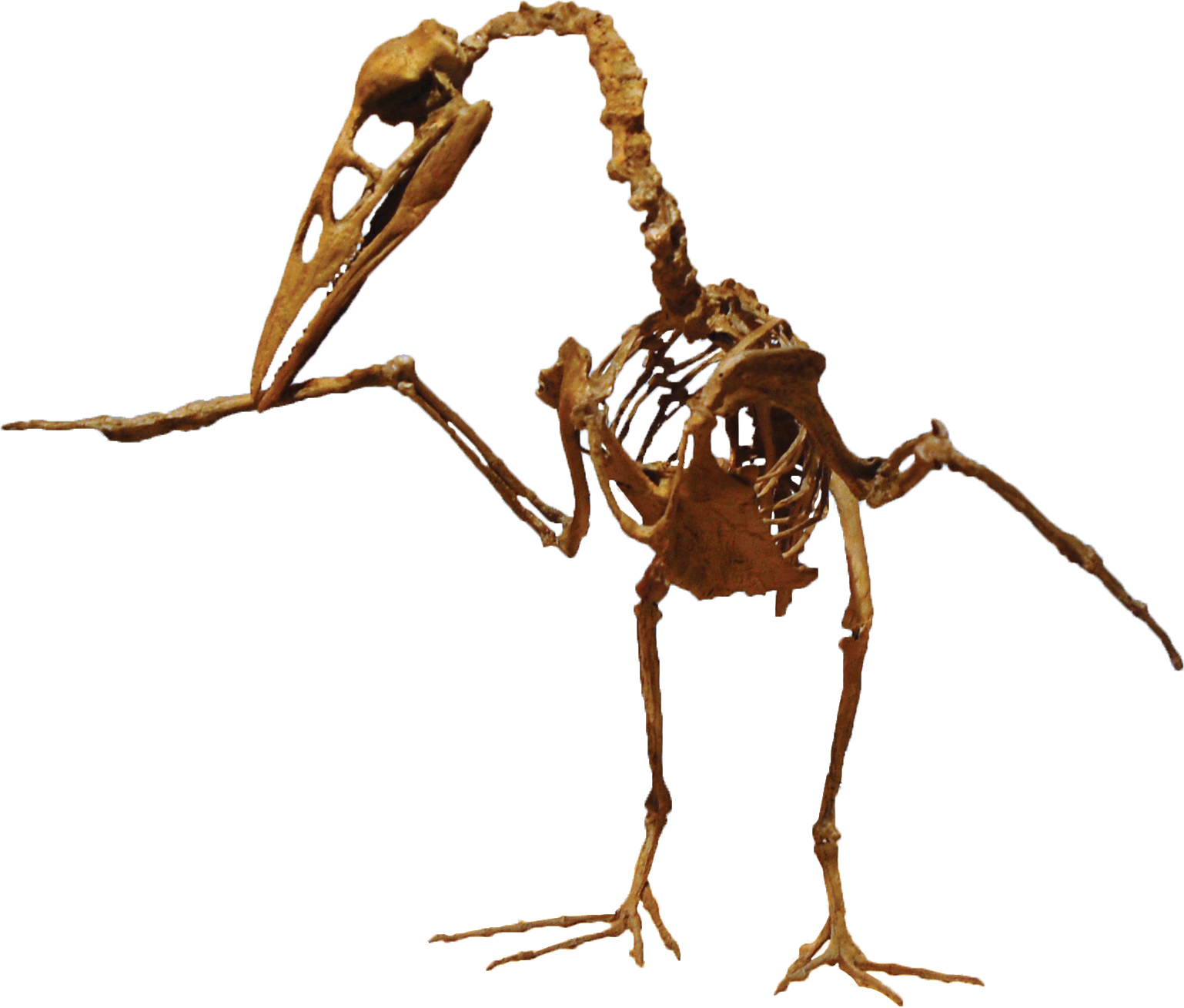
保存於落磯山恐龍資源中心的骨架翻模模型。

魚鳥的生活形式與現存的海鷗、賊鷗、剪嘴鷗等海鳥類似，有著相同的生態區位。魚鳥的平均體型與鴿子接近，平均體長約為24（9.4英寸），平均翼展則為43（17英寸）（不含羽毛），不過在不同標本之間魚鳥的體型差異非常大，如標本YPM 1742的翼展就長達73（29英寸），遠高於平均翼展。
魚鳥的脊椎骨為雙凹型關節面，與魚類的脊椎骨類似，因此得名。魚鳥的上、下頜中段具有槽生齒，前端則為喙。喙與黃昏鳥類似，由數枚角質片組成，如同現今的信天翁。牙齒後勾不帶有鋸齒邊緣，比起鱷魚與某些獸腳亞目恐龍的牙齒更為類似。
雖然帶有牙齒，不過魚鳥的翅膀與胸骨發展得十分完善，胸骨龍骨突發達，與現今的鳥類類似，可能同樣擁有不錯的飛行能力。和較早期的反鳥亞綱成員不同，魚鳥自出生後就會以極快且穩定的速度達到成熟。

## 大眾文化
- 魚鳥出現在2000年華特迪士尼動畫工作室及秘密實驗室出品的電腦動畫電影《恐龍》中。
- 魚鳥也出現在Discovery的《恐龙行星》（Dinosaur Planet ）的第2集中。
- 在沙盒動作冒險遊戲《方舟：生存進化》中，玩家可以捕捉並馴服魚鳥, 不過該魚鳥會臭名昭彰的竊取玩家的食物而被認為是最令人厭惡的生物之一。

## 外部連結
- Ichthyornis dispar: A toothed, flying bird from the Late Cretaceous of Kansas（页面存档备份，存于） by Mike Everhart, Oceans of Kansas website. Retrieved 2006-09-16.